# آیسپئا گوئناگا
آیسپئا گوئناگا مندیولا (اسپانیایی: Aizpea Goenaga Mendiola‎؛ زادهٔ ۲۶ نوامبر ۱۹۵۹) کارگردان فیلم، بازیگر و نویسنده اهل اسپانیا است.
او مابین سال‌های ۲۰۰۹ تا ۲۰۱۶ میلادی، رئیس «مؤسسهٔ اِچپاره باسک» («مؤسسهٔ فرهنگ و زبان باسکی) بود. هنرپیشهٔ اسپانیایی باربارا گوئناگا برادرزادهٔ وی است.
از فیلم‌هایی که وی در آن‌ها نقش داشته است، می‌توان به اوبابا اشاره نمود.